# Prisión de Seodaemun
La Prisión de Seodaemun (en coreano: 서대문 형무소) es un museo y antigua prisión en Seodaemun-gu, en la ciudad de Seúl, capital del país asiático de Corea del Sur. Su construcción comenzó en 1907, siendo abierta el 21 de octubre de 1908, bajo el nombre Gyeongseong Gamok. Su nombre fue cambiado a la prisión de Seodaemun en 1923. Se utilizó durante el período colonial para albergar a los activistas anticoloniales, y podía dar cabida a alrededor de 500 personas. Después de que la era colonial Japonesa terminó en 1945, la prisión fue utilizada por el gobierno de Corea del Sur hasta 1987, cuando fue sustituido por una instalación en Uiwang, provincia de Gyeonggi. En 1992, el sitio fue reinaugurado como la Sala de historia Prisión de Seodaemun, parte del Parque de la Independencia de Seodaemun. Siete de los quince edificios originales del complejo penitenciario se conservan como monumentos históricos.